# كريس كوردا
كريس كوردا (بالإنجليزية: Chris Korda)‏ هو موسيقي ودي جيه أمريكي، ولد في 1962 في نيويورك في الولايات المتحدة.

## وصلات خارجية
- كريس كوردا على موقع IMDb (الإنجليزية)
- كريس كوردا على موقع ميوزك برينز (الإنجليزية)
- كريس كوردا على موقع أول ميوزيك (الإنجليزية)
- كريس كوردا على موقع ديسكوغز (الإنجليزية)